# Gremlin Interactive
Gremlin Interactive (ранее известная как Gremlin Graphics) — ныне закрытая британская компания, располагавшаяся в городе Шеффилд, занимавшаяся выпуском программного обеспечения для домашних компьютеров.

## История компании
Компанию Gremlin Graphics Software Ltd основал в 1984 году Иан Стюарт. Через 10 лет компания была переименована в Gremlin Interactive. Как и другие компании, работавшие в восьмидесятых годах прошлого века над созданием компьютерных игр, Gremlin была нацелена на выпуск продуктов для восьмибитных домашних компьютеров, таких, как ZX Spectrum, Amstrad CPC, MSX и Commodore 64. Наиболее успешными из ранних работ компании стали игры Wanted: Monty Mole для ZX Spectrum и Thing on a Spring для Commodore 64.
Настоящий успех пришёл к Gremlin в начале девяностых, с появлением таких игр, как Zool и Premier Manager. В это же время создаётся первый в мире полностью трёхмерный футбольный симулятор Actua Soccer. Далее компания выпускает целый ряд автосимуляторов и гоночных игр: Lotus, футуристическая Motorhead, трюковая Fatal racing, а также авиасимулятор Hardwar. Выходит серия различных спортивных игр с общим названием Actua Sports, которая включает в себя футбол, теннис, хоккей, гольф и другие виды спорта.
В 1997 году компания Gremlin приобретает студию DMA Design, компанию, которая подарила миру такие шедевры, как GTA и Lemmings.
В 1999-м Infogrames покупает Gremlin Interactive за 21 миллион фунтов и переименовывает компанию в «Infogrames Sheffield House», но уже через 4 года это подразделение закрывается. С тех пор и по настоящее время здание, которая некогда занимала Gremlin Interactive, пустует. Сегодняшним владельцем наследия компании является Atari.

## Продукция компании
- Actua Golf
- Actua Golf 2
- Actua Pool
- Actua Soccer
- Actua Tennis
- Alternative World Games
- Auf Wiedersehen Monty

- Body Harvest
- Brutal Sports Football

- Cosmic Causeway: Trailblazer II

- Death Wish 3
- Fatal Racing

- Fragile Allegiance
- Full Throttle: All-American Racing

- Gauntlet
- Gary Lineker's Superstar Soccer
- Gekido

- Hardcore 4X4
- Hardwar
- Harlequin

- Impossamole

- Jack the Nipper
- Jack the Nipper II: In Coconut Capers
- Jungle Strike

- Krakout

- Litil Divil
- Loaded
- Lotus Esprit Turbo Challenge

- Masters of the Universe - The Movie
- Monopoly
- Monty is Innocent
- Monty on the Run
- Motorhead

- N2O: Nitrous Oxide
- Newman/Haas IndyCar featuring Nigel Mansell
- Nigel Mansell's World Championship
- Normality

- Premier Manager
- Premier Manager 2
- Premier Manager 3
- Premier Manager: Ninety Nine

- Realms of the Haunting
- Soulbringer
- Space Crusade

- Shadow Fighter
- Slipstream 5000
- Super Cars
- Switchblade 2

- Top Gear
- Top Gear 2
- Top Gear 3000
- Toyota Celica GT Rally

- Utopia: The Creation of a Nation

- Wanted: Monty Mole
- Wild Metal Country